# Tetsuya Endo
Tetsuya Endo (遠藤 哲哉, Endō Tetsuya), né le 11 août 1991, est un catcheur japonais connu pour ses matchs à la Dramatic Dream Team.

## Carrière

### Dramatic Dream Team (2012-...)

#### Équipe avec Konosuke Takeshita (2013-2016)

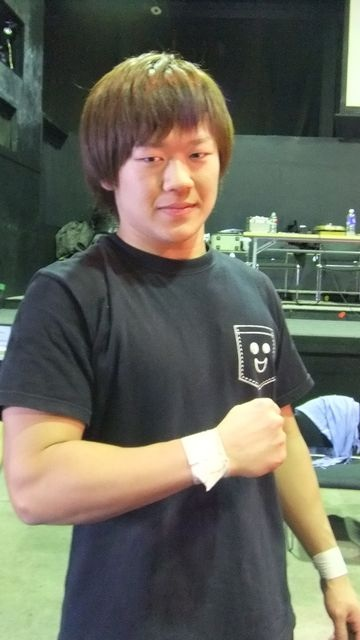
Endo en Octobre 2012

Le 28 septembre, lui et Konosuke Takeshita battent Golden☆Lovers et remportent les KO-D Tag Team Championship.
Le 23 décembre, lui et Konosuke Takeshita battent Shigehiro Irie et Yuji Okabayashi en finale du KO-D Tag Team Championship Tournament (2015) et remportent les vacants KO-D Tag Team Championship pour la deuxième fois. Le 21 mars 2016, ils perdent les titres contre Daisuke Sasaki et Shuji Ishikawa,.

#### Damnation (2016-2021)

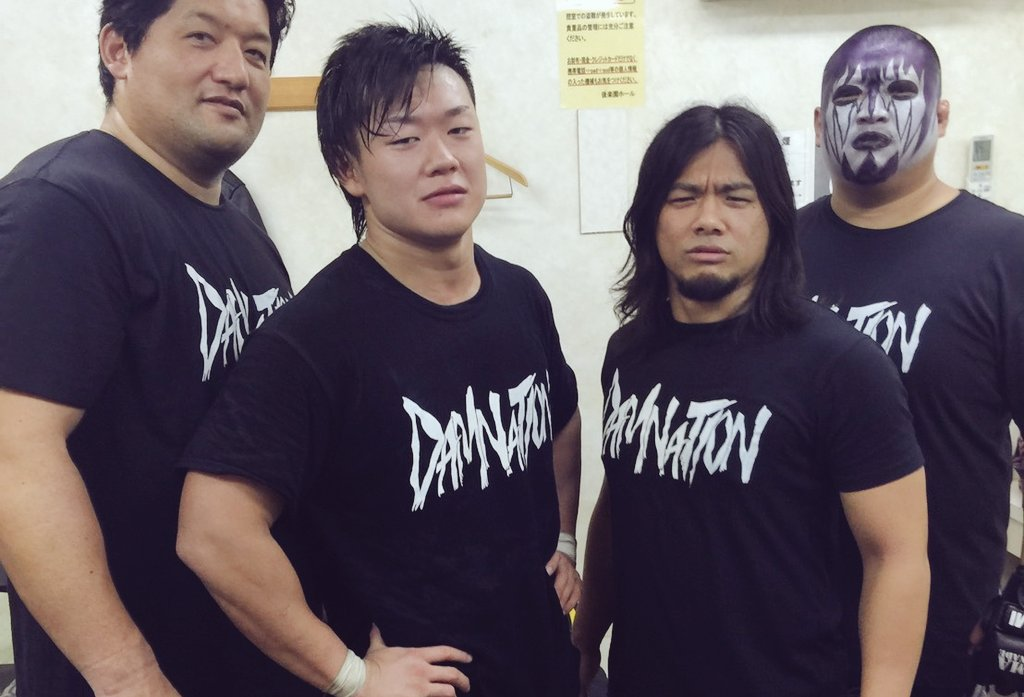
Endo en tant que membre de Damnation

Le 17 juillet, Il affronte et perd contre son ami de longue date et partenaire Konosuke Takeshita un match pour le KO-D Openweight Championship. Après le match, Daisuke Sasaki arrive sur le ring, portant un T-shirt Damnation et offrant à Endo une place dans le groupe. En même temps, Takeshita offre une poignée de main en signe de respect pour son ami de longue date. Endo repousse Takeshita, prenant le T-shirt Damnation à la place, attaquant Takeshita, rejoignant Damnation, quittant Happy Motel et effectuant un Heel Turn pour la première fois de sa carrière. Le 6 août lui, Daisuke Sasaki et Mad Paulie battent Shuten-dōji (Kota Umeda, Masahiro Takanashi et Yukio Sakaguchi) en finale d'un tournoi et remportent les vacants KO-D Six Man Tag Team Championship. Le 25 septembre, lui et Daisuke Sasaki perdent contre Harashima et Yuko Miyamoto et ne remportent pas les KO-D Tag Team Championship. Le 9 octobre, ils battent Harashima et Yuko Miyamoto et remportent les KO-D Tag Team Championship. Le 4 décembre, ils perdent les titres contre Konosuke Takeshita et Mike Bailey. Le 11 décembre, lui, Mad Paulie et Daisuke Sasaki perdent leur titres contre Shuten-dōji (Kudo, Masahiro Takanashi et Yukio Sakaguchi).
Le 4 septembre, lui, Soma Takao et Mad Paulie battent Shuten Doji (Kudo, Masahiro Takanashi et Yukio Sakaguchi) et remportent les vacants KO-D Six Man Tag Team Championship. Le 21 octobre, ils conservent les titres contre DISASTER BOX (Kazuki Hirata, Toru Owashi et Yuki Ueno). Le 28 octobre, ils perdent les titres contre Strong Hearts (CIMA, T-Hawk et Duan Yingnan).
Lors de Judgement 2019, il perd contre Naomichi Marufuji,.
Lors de Mercury Rising 2019, lui, Daisuke Sasaki et Soma Takao battent AR Fox et The Skulk (Adrian Alanis et Leon Ruff).
Lors de DDT Is Coming To America, il encaisse son Right to Challenge Anytime, Anywhere contre son coéquipier Daisuke Sasaki et le bat pour remporter le KO-D Openweight Championship. Lors de Wrestle Peter Pan 2019, il perd son titre contre Konosuke Takeshita.
Le 3 janvier 2020, il révèle T-Hawk comme étant son partenaire mystère, battant avec ce dernier ALL OUT (Akito et Konosuke Takeshita), puis il déclare après le match que DAMNATION et Strong Hearts entretenait maintenant une relation commerciale appelait le 22 mars DAMNHEARTS, après que lui, T-Hawk et El Lindaman est réussi à battre All Out (Konosuke Takeshita, Shunma Katsumata et Yuki Ino) pour remporter les KO-D Six Man Tag Team Championship,. Le 4 avril, ils conservent les titres contre DISASTER BOX (Harashima, Naomi Yoshimura et Yuki Ueno).

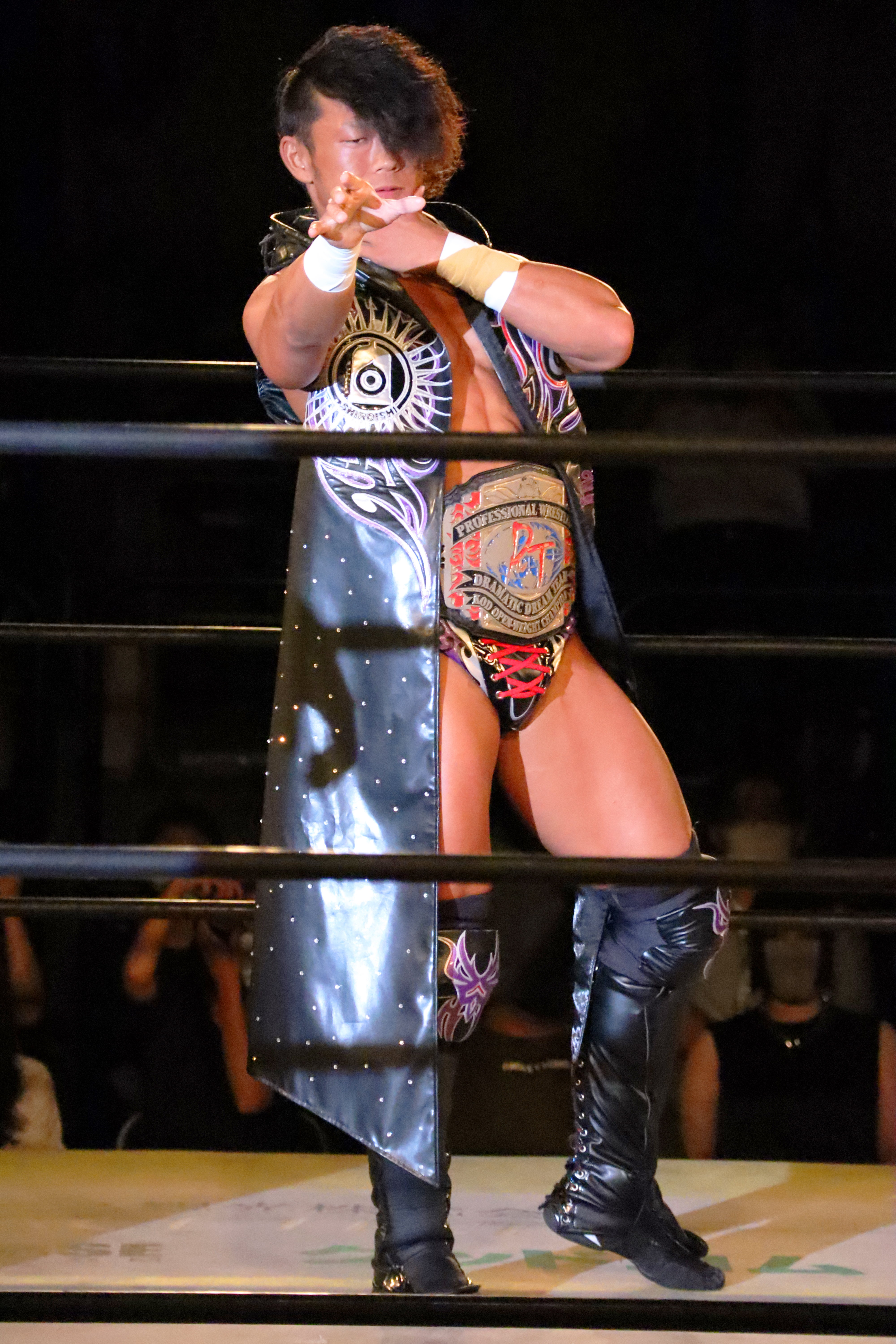
Endo en tant que KO-D Openweight Champion en 2020

Lors de Wrestle Peter Pan 2020 - Tag 2, il devient double champion lorsqu'il bat Masato Tanaka pour remporter le KO-D Openweight Championship pour la deuxième fois et devient également le premier catcheur de la promotion à battre ce dernier.
Le 27 septembre, lui et les autres membres de DAMNHEARTS se retournent contre Daisuke Sasaki qui se fait donc exclure du clan.
Lors de Kawasaki Strong 2021, il perd son titre contre le vainqueur du D-Oh Grand Prix 2020, Jun Akiyama.
Lors de Day Dream Believer 2021, lui, Soma Takao et Yuji Hino battent Akito, Kazuki Hirata et Shota pour remporter les KO-D Six Man Tag Team Championship.

#### Quatrième incarnation de Burning (2021–...)
Le 7 décembre 2021, la promotion annonce qu'à la demande d'Endo et Jun Akiyama, Kenta Kobashi avait accepté la reformation du clan Burning (formée à l'origine en 1998, à la All Japan Pro Wrestling) pour sa quatrième incarnation. Ils sont immédiatement rejoint par Yusuke Okada et Yuya Koroku.
Lors de Judgement 2022 - DDT 25th Anniversary Show, il bat Konosuke Takeshita et remporte le KO-D Openweight Championship pour la troisième fois. Lors de Cyberfight Festival 2022, lui, Jun Akiyama et Kazusada Higuchi perdent contre Atsushi Kotoge, Katsuhiko Nakajima et Yoshiki Inamura par décision de l'arbitre à la suite d'une chute au tapis de Endo après un échange de coup avec Nakajima qui lui provoque une commotion cérébrale qui le force à rendre vacant le KO-D Openweight Championship et abandonner sa place pour le King Of DDT,.
Lors de Never Mind 2022, lui, Kotarō Suzuki et Yusuke Okada battent Naruki Doi, Toru Owashi et Kazuki Hirata pour remporter les KO-D Six Man Tag Team Championship.
Lors de Judgement 2023, il bat Naruki Doi et remporte le Championnat Universel De La DDT. Lors de Wrestle Peter Pan 2023, il perd son titre contre Matt Cardona.

## Prises de finition et prises favorites
- Prises de finition
  - Sky Twisted Press (Corkscrew 450 splash)
  - Shooting star press
  - Torture Rack Bomb

- Prises de signatures
  - Dropkick

## Palmarès
- Big Japan Pro Wrestling

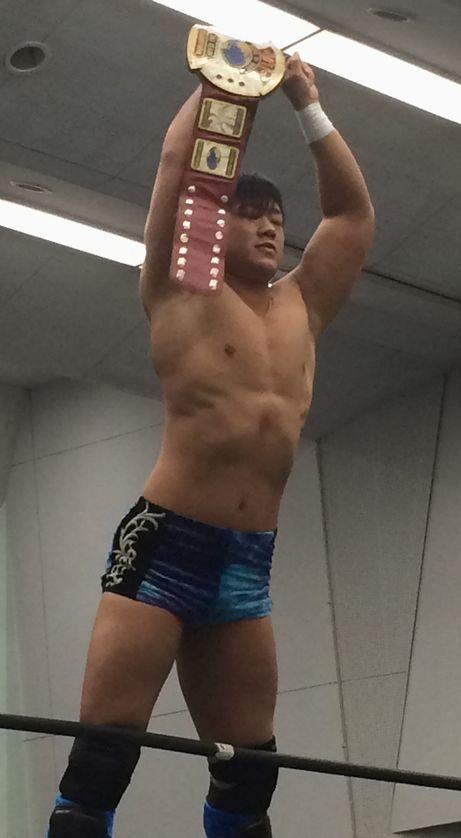
Endo en tant que moitié des KO-D Tag Team Champions en Janvier 2015

  - Toshiwasure! Shuffle Six Man Tag Team Tournament (2023) avec Daisuke Sekimoto et Fuminori Abe
  - Toshiwasure! Shuffle Tag Tournament (2019) avec Takuya Nomura

- Dramatic Dream Team
  - 3 fois KO-D Openweight Championship
  - 1 fois DDT Universal Championship
  - 1 fois Ironman Heavymetalweight Championship
  - 6 fois KO-D Six Man Tag Team Championship avec Antonio Honda et Konosuke Takeshita (1), Daisuke Sasaki et Mad Paulie (1), Soma Takao et Mad Paulie (1), El Lindaman et T-Hawk (1), Soma Takao et Yuji Hino (1) et Kotarō Suzuki et Yusuke Okada (1)
  - 5 fois KO-D Tag Team Championship avec Konosuke Takeshita (2), Daisuke Sasaki (1), Mad Paulie (1) et Yuki Iino (1)
  - King of DDT (2017, 2020)

- Japan Indie Awards
  - Best Bout Award (2014) avec Konosuke Takeshita vs. Kenny Omega et Kota Ibushi le 28 octobre[34]
  - Best Unit Award (2016, 2017) Damnation avec Daisuke Sasaki, Mad Paulie et Shuji Ishikawa

- Pro Wrestling NOAH
  - 1 fois GHC National Championship

## Récompenses des magazines
- Pro Wrestling Illustrated

| Année | 2019 | 2020 | 2021 | 2022 | 2023 |
| ----- | ---- | ---- | ---- | ---- | ---- |
| Rang  | 124  | 102  | 148  | 79   | 148  |